# Босліва Лока
Босліва Лока (словен. Bosljiva Loka) — поселення в общині Осилниця, регіон Південно-Східна Словенія, Словенія.